# Václav Pavlíček (politik)
Václav Pavlíček (28. září 1901 – ???) byl český a československý politik Komunistické strany Československa a poúnorový poslanec Národního shromáždění ČSR.

## Biografie
V roce 1948 se uvádí jako rolník a člen ústředního výboru Jednotného svazu českých zemědělců, bytem Kosičky. Během únorového převratu se účastnil prokomunistického celostátního sjezdu rolnických komisí v Praze.
Ve volbách roku 1948 byl zvolen do Národního shromáždění za KSČ ve volebním kraji Hradec Králové. Mandát zastával do března 1953, kdy rezignoval a místo něj jako náhradník nastoupil Karel Mrázek.
Bydlel v obci Kosičky. Počátkem 50. let se angažoval při zakládání JZD v okrese Nový Bydžov. Opoziční protikomunistická skupina mu měla tehdy poslat výhružné dopisy. Pokud se prý nevzdá poslaneckého mandátu, měl být zastřelen. Podobné dopisy posílala i dalším funkcionářům s cílem zastavit proces kolektivizace zemědělství.